# Arrigo Pelliccia
Arrigo Pelliccia est un violoniste et altiste italien né le 20 février 1912 à Viareggio et mort le 20 juillet 1987 à Rome.

## Biographie
Arrigo Pelliccia naît le 20 février 1912 à Viareggio,.
Il commence l'apprentissage de la musique avec son père puis étudie avec Arrigo Serato et De Guarnieri à Bologne et à Rome, jusqu'en 1928, avant de travailler auprès de Carl Flesch à Berlin,.
En 1931, Pelliccia commence une carrière de concertiste, se spécialisant notamment dans la musique contemporaine, puis à l'issue de la Seconde Guerre mondiale il se partage entre ses activités de violon solo des Pomeriggi Musicali de Milan et celle de musicien chambriste,. Il est altiste du Trio Santoliquido, du Quatuor de Rome et du Quintetto Boccherini, notamment,. 
Comme soliste, il se produit aussi bien au violon, avec les Virtuosi di Roma notamment, qu'à l'alto. À cet instrument, il enregistre les Duos pour violon et alto de Mozart avec Arthur Grumiaux,. 
Comme pédagogue, Arrigo Pelliccia est entre 1939 et 1959 professeur à Naples, avant d'enseigner à l'Académie Sainte-Cécile de Rome. 
Il meurt le 20 juillet 1987 dans la capitale italienne,. 